# Les Savy Fav
Les Savy Fav est un groupe de rock indépendant américain, originaire de New York. En activité depuis 1995 et basé à Brooklyn, le groupe est réputé pour ses prestations scéniques et les excentricités de son leader Tim Harrington.

## Biographie

### Création et débuts (1995-1998)
Les Savy Fav est au départ le passe-temps de cinq étudiants de l'École de design de Rhode Island : Tim Harrington au chant, Seth Thom 
Jabour et Gibb Slife à la guitare, Patrick Mahoney à la batterie et Syd Butler à la basse.
Le groupe prend ses marques pendant deux ans sur les scènes locales de la côte est des États-Unis puis fait ses débuts discographiques à l'automne 1997 sur le label Sub Pop avec le 45 tours Rodeo/Blackouts On Thursday. Un premier album produit par James Murphy et intitulé 3/5 sort à l'automne 1997 sur le label Self-Starter Foundation. L'édition vinyle originale contient trois bonnets de douche. Après ce premier album, les concerts du groupe attirent de plus en plus de monde, précédés par la réputation de pitre sympathique du leader Tim Harrington,.

### Trois albums et un EP (1999-2005)
En 1999, après un changement de batteur, le groupe publie un deuxième album intitulé The Cat and the Cobra sur le label Frenchkiss Records, fondé par le bassiste Syd Butler,.
En 2000, le groupe devient un quatuor à la suite du départ du guitariste Gibb Slife et publie un EP intitulé ROME (Written Upside Down) (ǝɯoɹ) sur le label Southern Records,. Un troisième effort intitulé Go Forth suit début 2001. Les années 2002 à 2004 voient le groupe publier cinq 45 tours dans l'objectif d'achever un projet débuté en 1997 qui consistait à publier neuf singles sur neuf labels différents. Les 18 titres qui en résultent sont rassemblés sur la compilation Inches qui sort en 2004.
En 2005, le groupe annonce un break d'une durée indéterminée. Tim Harrington souhaite se consacrer à sa famille tandis que Syd Butler est de plus en plus pris par son label.

### Let's Stay Friends(2006–2009)
Le quatrième album du groupe intitulé Let's Stay Friends sort à l'automne 2007,. Outre un nouveau guitariste (Andrew Reuland), d'autres musiciens sont présents sur le disque, parmi lesquels Devendra Banhart, Emily Haines (Metric), Toko Yasuda (Enon, Blonde Redhead), et des membres de The Fiery Furnaces, Black Heart Procession et Islands,. L'album est très bien reçu par la presse avec notamment une cinquième position dans le classement de fin d'année du magazine New Musical Express. Le groupe publie dans la foulée un album live intitulé After the Balls Drop en mai 2008. Enregistré dans la Bowery Ballroom de New York la nuit du nouvel an 2008, le concert contient plusieurs reprises dont Sliver de Nirvana et Debaser des Pixies.

### Root for Ruinpuis pause (2009-2023)
En 2009, Les Savy Fav enregistrent une reprise du titre Precision Auto de Superchunk pour une compilation célébrant les vingt ans du label Merge Records : SCORE! 20 Years of Merge Records: The Covers.
En 2010, le groupe publie un cinquième album studio intitulé Root For Ruin.
Après Root For Ruin, Tim Harrington écrit quelques livres pour enfants, dont This Little Piggy en 2013 et Nose to Toes, You Are Yummy! en 2015,. Il construit également son propre studio, soigne ses problèmes de santé mentale avant de devenir ensuite directeur de la création. Deux membres des Savy Fav intègrent le groupe de l’émission Late Night with Seth Meyers depuis 2014 : le bassiste Syd Butler et le guitariste Seth Jabour. En octobre 2019, Les Savy Fav y est l'invité musical, et interprète le titre Let’s Get Out of Here.

### OUI, LSF(depuis 2024)
En février 2024, le groupe publie le titre Legendary Tippers, sa première publication en 14 ans. Suit le même mois le titre Guzzle Blood, accompagné d'une annonce d'un sixième album nommé OUI, LSF pour le 10 mai 2024.

## Membres

### Membres actuels
- Tim Harrington - chant
- Seth Jabour - guitare
- Andrew Reuland - guitare (depuis 2007)
- Syd Butler - basse
- Harrison Haynes - batterie (depuis 1999)

### Anciens membres
- Gibb Slife - guitare (1995-2000)
- Patrick Mahoney - batterie (1995-1999)